# لاريسا نيلاند
لاريسا نيلاند (باللاتفية: Larisa Neilande) مواليد 21 يوليو 1966 في لفيف، الجمهورية الأوكرانية السوفيتية الاشتراكية، الاتحاد السوفيتي، هي لاعبة كرة مضرب لاتفية سابقة بدأت مسيرتها كمحترفة سنة 1983 وكانت تلعب باليد اليمنى، اعتزلت اللعب في 2000. كما أنها إحدى بطلات الجراند سلام. أعلى تصنيف لها في الفردي كان المركز الـ 13 في سنة 1988. سبق أن شاركت في دورة الألعاب الأولمبية الصيفية.

## بطولات حققتها
- دورة رولان غاروس الدولية
- بطولة ويمبلدون
- بطولة أستراليا المفتوحة للتنس

## النهائيات

### نهائيات البطولات الكبرى

#### زوجي السيدات: 12 (الألقاب 2, الوصافة 10)
| الحصيلة | السنة | البطولة                     | الأرضية | الشريك          | المنافس                      | النتيجة            |
| ------- | ----- | --------------------------- | ------- | --------------- | ---------------------------- | ------------------ |
| الوصافة | 1988  | ويمبلدون                    | عشبية   | نتاشا زفريفا    | شتيفي غراف غابرييلا ساباتيني | 6–3, 1–6, 12–10    |
| الفوز   | 1989  | فرنسا المفتوحة              | ترابية  | نتاشا زفريفا    | شتيفي غراف غابرييلا ساباتيني | 6–4, 6–4           |
| الوصافة | 1989  | ويمبلدون                    | عشبية   | نتاشا زفريفا    | يانا نوفوتنا هيلينا سيكوفا   | 6–1, 6–2           |
| الوصافة | 1990  | فرنسا المفتوحة              | ترابية  | نتاشا زفريفا    | يانا نوفوتنا هيلينا سيكوفا   | 6–4, 7–5           |
| الوصافة | 1991  | فرنسا المفتوحة              | ترابية  | نتاشا زفريفا    | جيجي فرنانديز يانا نوفوتنا   | 6–4, 6–0           |
| الفوز   | 1991  | ويمبلدون                    | عشبية   | نتاشا زفريفا    | جيجي فرنانديز يانا نوفوتنا   | 6–4, 3–6, 6–4      |
| الوصافة | 1991  | بطولة أمريكا المفتوحة للتنس | صلبة    | يانا نوفوتنا    | بام شرايفر نتاشا زفريفا      | 6–4, 4–6, 7–6(7–5) |
| الوصافة | 1992  | ويمبلدون                    | عشبية   | يانا نوفوتنا    | جيجي فرنانديز نتاشا زفريفا   | 6–4, 6–1           |
| الوصافة | 1992  | أمريكا المفتوحة             | صلبة    | يانا نوفوتنا    | جيجي فرنانديز نتاشا زفريفا   | 7–6(7–5), 6–1      |
| الوصافة | 1993  | فرنسا المفتوحة              | ترابية  | يانا نوفوتنا    | جيجي فرنانديز نتاشا زفريفا   | 6–3, 7–5           |
| الوصافة | 1993  | ويمبلدون                    | عشبية   | يانا نوفوتنا    | جيجي فرنانديز نتاشا زفريفا   | 6–4, 6–7(7–9), 6–4 |
| الوصافة | 1996  | ويمبلدون                    | عشبية   | ميريديث ماكغراث | مارتينا هينجيز هيلينا سيكوفا | 5–7, 7–5, 6–1      |

#### الزوجي المختلط: 9 (الألقاب 4, الوصافة 5)
| الحصيلة | السنة | البطولة               | الأرضية | الشريك            | المنافس                         | النتيجة             |
| ------- | ----- | --------------------- | ------- | ----------------- | ------------------------------- | ------------------- |
| الفوز   | 1992  | ويمبلدون              | عشبية   | سيريل سوك         | ميريام أورمانز جاكو التينغ      | 7–6(7–2), 6–2       |
| الفوز   | 1994  | أستراليا المفتوحة     | صلبة    | أندريه أولهوفسكي  | هيلينا سيكوفا تود وودبريدج      | 7–5, 6–7(0–7), 6–2  |
| الوصافة | 1994  | فرنسا المفتوحة        | ترابية  | أندريه أولهوفسكي  | كريستي بوجرت مينو أوستينغ       | 7–5, 3–6, 7–5       |
| الفوز   | 1995  | فرنسا المفتوحة        | ترابية  | مارك وودفورد      | جيل هيذرنجتون جون لافني دي ياجر | 7–6(10–8), 7–6(7–4) |
| الفوز   | 1996  | أستراليا المفتوحة (2) | صلبة    | مارك وودفورد      | نيكول أرندت لوك ينسن            | 4–6, 7–5, 6–0       |
| الوصافة | 1996  | ويمبلدون              | عشبية   | مارك وودفورد      | هيلينا سيكوفا سيريل سوك         | 1–6, 6–3, 6–2       |
| الوصافة | 1997  | أستراليا المفتوحة     | صلبة    | جون لافني دي ياجر | مانون بولجرافت ريك ليتش         | 6–3, 6–7(5–7), 7–5  |
| الوصافة | 1997  | ويمبلدون              | عشبية   | أندريه أولهوفسكي  | هيلينا سيكوفا سيريل سوك         | 4–6, 6–3, 6–4       |
| الوصافة | 1999  | فرنسا المفتوحة        | ترابية  | ريك ليتش          | كاترينا سريبوتنيك بييت نورفال   | 6–3, 3–6, 6–3       |

### نهائيات بطولات نهاية العام

#### الزوجي: النهائيات 5 (الألقاب 0, الوصافة 5)
| الحصيلة | السنة | البطولة       | الأرضية | الشريك                 | المنافس                               | النتيجة       |
| ------- | ----- | ------------- | ------- | ---------------------- | ------------------------------------- | ------------- |
| الوصافة | 1988  | مدينة نيويورك | سجاد    | نتاشا زفريفا           | مارتينا نافراتيلوفا بام شرايفر        | 6–3, 6–4      |
| الوصافة | 1989  | مدينة نيويورك | سجاد    | ناتاليا زفرفا          | مارتينا نافراتيلوفا بام شريفر         | 6–3, 6–2      |
| الوصافة | 1992  | مدينة نيويورك | سجاد    | يانا نوفوتنا           | أرانتشا سانتشيث فيكاريو هيلينا سيكوفا | 7–6(7–4), 6–1 |
| الوصافة | 1993  | مدينة نيويورك | سجاد    | يانا نوفوتنا           | ناتاليا زفرفا جيجي فرنانديز           | 6–3, 7–5      |
| الوصافة | 1999  | مدينة نيويورك | سجاد    | أرانتشا سانشيز فيكاريو | مارتينا هينجيز آنا كورنيكوفا          | 6–4, 6–4      |

## روابط خارجية
- لاريسا نيلاند على موقع رابطة محترفات التنس (الإنجليزية)
- لاريسا نيلاند على موقع الاتحاد الدولي لكرة المضرب (الإنجليزية)
- لاريسا نيلاند على موقع كأس بيلي جين كينغ (الإنجليزية)
- لاريسا نيلاند على موقع بطولة ويمبلدون (الإنجليزية)
- لاريسا نيلاند على موقع خلاصة التنس.كوم (الإنجليزية)
- لاريسا نيلاند على موقع اللجنة الأولمبية الدولية (الإنجليزية)
- لاريسا نيلاند على موقع أوليمبيديا (الإنجليزية)
- لاريسا نيلاندعلى موقع اللجنة الأولمبية اللاتفية (مؤرشف) (اللاتفية)